# Minecon
Minecon, MineCon или MINECON, позже переименованный в Minecon Earth, Minecon Live, Minecraft Live и Minecraft Festival — ежегодная интерактивная прямая трансляция и собрание поклонников игры Minecraft, проводимая Mojang Studios. Впервые Minecon был проведён в 2010 году, известный как MinecraftCon. Съезд в 2011 году прошёл в Лас-Вегасе и ознаменовал запуск Minecraft с помощью дискуссионных панелей и игровых зон. На последнем съезде, проведённом в Анахайме, присутствовало около 12 000 человек. С 2017 года Minecon принял форму интерактивной прямой трансляции, и поэтому Minecon 2016 стал последней полноценной конвенцией. Однако аналогичные конвенции, известные как Minecraft Festival, будут проводиться в будущем, как было объявлено в Minecon Live 2019.

## Съезды по годам

### 2010
31 августа 2010 года MinecraftCon 2010 собрал около 30 человек в Белвью, штат Вашингтон. Маркус Персон появился на встрече. Когда было сделано несколько запросов о будущем месте встречи сообщества, Персон призвал сообщество не выбирать конкретное место встречи. Технически MinecraftCon 2010 не был конвенцией, но некоторые считают его первой конвенцией Minecraft.

### 2011
Около 5000 человек посетили официальную конвенцию MineCon, состоявшуюся в Лас-Вегасе 18 ноября 2011 года. Конвенция была посвящена празднованию выпуска Minecraft и организовала дискуссионные панели, связанные с Minecraft, призывая людей поиграть в игру вместе с другими, пока они были на конвенции. Также на конвенции были программные выступления членов сообщества, конкурсы строительства, конкурсы костюмов и выставки. Одним из многих мероприятий MINECON была «Nether Party», мероприятие для людей старше 21 года с участием Дедмауса. Также эта конвенция ознаменовала выпуск Minecraft 1.0 для общественности, официально выведя игру из стадии бета-тестирования.

### 2012
2 августа 2012 года Mojang объявили, что конвенция MineCon 2012 состоится в парижском диснейленде 24-25 ноября. Объявление было сделано через платформу социальной сети Твиттер, когда Маркус Перссон опубликовал короткий трейлер, раскрывающий новое место проведения конференции. На видео были показаны члены команды Mojang в атрибутике Disney и Персон комментирующий ведущему разработчику Йенсу Бергенстену: «Я думаю, они пытаются нам что-то сказать». Флетчер из Joystiq сказал, что это место стало «шагом вперёд» по сравнению с первым местом расположения MINECON в Лас-Вегасе. MineCon 2012 стал первым съездом проводимый за пределами США, что сделало его доступным для европейских фанатов. Этот съезд был проведён в связи с растущей популярностью Minecraft, когда версия игры для Xbox 360 была продана тиражом 3 миллиона копий. 2012 год стал началом нескольких внутриигровых неофициальных MINECON, в частности виртуального MINECON, на котором, хотя неофициально, присутствовал член команды Mojang. Многие виртуальные MINECON объявили о своем намерении вернуться с запуском следующего MINECON.
Съезд 2012 года посетило около 4500 фанатов. Также Mojang сделали несколько заявлений, были раскрыты подробности об обновлении 1.5 «Redstone», а также информация об API моддинга игры.

### 2013
В апреле 2013 года Лидия Винтерс сообщила, что MINECON 2013 будет проводиться в США. Позже Йенс Бергенстен сообщил, что съезд будет проводиться на восточном побережье. 27 июня 2013 года на YouTube-канале Mojang было объявлено, что MINECON 2013 будет проведён в Орландо, штат Флорида. На веб-сайте Конференц-центра округа Ориндж MineCon был указан как предстоящее в ноябре мероприятие с посещаемостью 7 500 человек, но затем мероприятие было удалено с веб-страницы. Билеты поступили в продажу тремя партиями по 2500 билетов 31 июля и 1 и 2 августа. По словам главного операционного директора Mojang Ву Буя, первая партия из 2500 билетов была распродана за три секунды. MINECON 2013 проходил 2-3 ноября.

### 2014 (отменён)
30 марта 2014 года Лидия Винтерс сообщила, что MINECON 2014 будет проходить в Европе. Однако 21 августа 2014 года Ву Буй сообщил, что MINECON 2014 не будет, а следующий состоится в 2015 году в Лондоне.

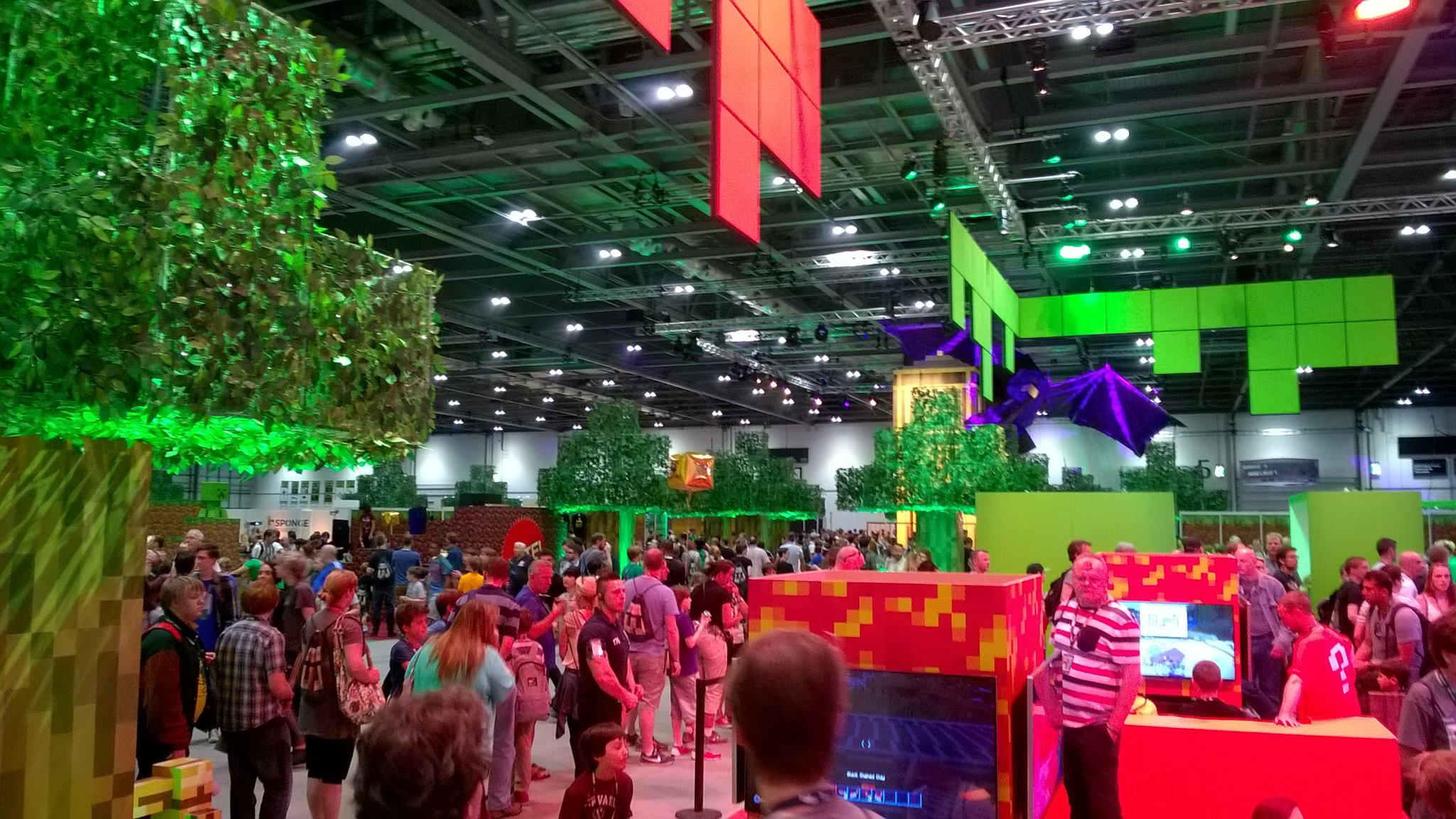
Выставочный зал на MineCon 2015

### 2015
2 февраля 2015 года Ву Буй сообщил, что MINECON 2015 будет проходить в Лондоне на выставочном центре ExCeL London 4-5 июля. Цены на билеты были выставлены 18 марта и составили 129 фунтов стерлингов. Во время церемонии открытия 4 июля в Книге рекордов Гиннесса было объявлено, что MineCon установил мировой рекорд по посещаемости на конференции, предназначенной исключительно для одной игры, было продано около 10000 билетов

### 2016
7 марта 2016 года Mojang в своём блоге объявили, что MINECON 2016 будет проходить в Анахайме, штат Калифорния, в Конференц-центре Анахайма 24-25 сентября. На конференции было объявлено о романе про Minecraft «Minecraft: The Island» и об обновлении консольной версии игры.

### 2017
8 августа 2017 года Mojang объявили, что 18 ноября MINECON примет форму интерактивной прямой трансляции, получившей название MINECON Earth. Ведущим MINECON Earth был канадский актёр Уилл Арнетт. Также были введены официальные конвенции сообщества, такие как Minefaire, Minevention и Multiplay’s BlockFest. Во время MINECON Earth Mojang анонсировали крупное обновление — «Aquatic», само обновление было выпущено в июле 2018 года. Также был проведён опрос, где зрители могли проголосовать за одного моба, который появится в игре и Ву Буй объявил результаты, выиграл «Монстр ночного неба», позже названный «фантомом».

### 2018
10 апреля 2018 года Mojang объявили, что MINECON Earth будет проходить 29 сентября в течение 90 минут. Во время мероприятия Mojang анонсировали Minecraft: Dungeons, вышедшая в апреле 2019 года, а также были анонсированы особенности обновления «Village & Pillage». Также проводился опрос, где зрители могли проголосовать за биом, который затем будет обновлён, победил биом Тайга.

### 2019
17 мая 2019 года было объявлено, что MINECON Live 2019 состоится 28 сентября, при этом название мероприятия изменилось с MINECON Earth на MINECON Live, чтобы избежать путаницы с новой игрой Mojang Minecraft Earth. Как и в предыдущим году, зрители голосовали за добавление новых функций в один из трёх биомов в следующим обновлении. Биом Горы выиграл в голосовании. Также во время трансляции Mojang анонсировали «Nether Update» и дату раннего доступа в Minecraft Earth.

### 2020
28 сентября 2019 года Mojang объявили о фестивале Minecraft Festival, личном мероприятии, которое должно было пройти в Орландо, штат Флорида, 25-27 сентября 2020 года. Но из-за опасений, связанных с пандемией COVID-19, фестиваль был отложен, поэтому его заменили на прямую трансляцию. Прямая трансляция вышла 3 октября 2020 года.
На прямой трансляции зрители могли проголосовать за одного из трёх мобов, который будет добавлен в следующем обновлении. Варианты: Ледолог, Цветочная Корова и Светящийся Спрут, победил Светящийся Спрут. Также на прямой трансляции были предоставлены подробности о следующим большом обновлении под названием «Пещеры и скалы».

### 2021
16 октября 2021 года в 4 PM UTC Mojang объявили о фестивале Minecraft Live 2021, в ходе которого состоялся анонс обновления The Wild Update и прошло голосование за нового моба, победу в котором одержал Спешик (англ. Allay).
| Моб                | Голоса (%) | Голоса (%) | Голоса (%) |
| Моб                | Первый тур | Финал      |            |
| ------------------ | ---------- | ---------- | ---------- |
| Светлячок          | 11,2 %     | -          |            |
| Спешик             | 51 %       | 54,3 %     |            |
| Медный голем       | 37,8 %     | 45,7 %     |            |
| Количество голосов | 1 280 167  | 1 173 315  |            |

### 2022
Minecraft Live 2022 состоялся 15 октября 2022 года. Как и на предыдущих трансляциях проводилось голосование мобов, в котором предлагались варианты, состоящие из Нюхача, Шалуна и Туфового Голема, первый из которых выиграл голосование. Кроме этого на фестивале анонсировали некоторые базовые функции для следующего обновления 1.20 (включая верблюдов, бамбуковое дерево и висячие вывески), а также базовый игровой процесс для предстоящей игры Minecraft Legends и обновление 3 сезона для Minecraft Dungeons.

### 2023
Minecraft Live 2023 проходил 15 октября 2023 года, в ходе которого состоялась еще одно голосование за мобов, в котором принимали участие краб, броненосец и пингвин.
Победителем стал броненосец.
| Место | Моб        | Кол-во голосов | Кол-во голосов (%) |
| ----- | ---------- | -------------- | ------------------ |
| 1     | Броненосец | ~2,115,000     | 42.3 %             |
| 2     | Краб       | ~1,625,000     | 32.5 %             |
| 3     | Пингвин    | ~1,260,000     | 25.2 %             |

### 2024
Ежегодное событие для фанатов Minecraft — Minecraft Live 2024 — прошло 28 сентября 2024 года, где разработчики поделились грядущими обновлениями игры, а также сообщили, что с этого года Minecraft Live будет проводиться дважды в год, чтобы чаще информировать игроков об обновлениях. Одним из главных анонсов стало представление нового биома «Бледный Сад» (Pale Garden), который добавит в игру бледные дубы и свисающий мох, создавая уникальную атмосферу. Также был представлен новый враждебный моб «Скрипун» (Creaking).

### 2025

#### Март 2025
Это было первое из двух мероприятий Minecraft Live в 2025 году, на котором обсуждалось предстоящее весеннее обновление, запланированное к выпуску 25 марта — включающее новые варианты некоторых существующих мобов, а также другие особенности. Также были показаны некоторые функции, которые появятся в будущем, такие как Vibrant Visuals (Яркая визуализация), встроенная форма шейдеров, и новые формы гаста. Еще был показан отрывок предстоящего фильма «A Minecraft Movie» (Minecraft в кино).